# Ikoi Hirota
Ikoi Hirota, född 25 september 2003, är en japansk konstsimmare.

## Karriär
I juli 2023 vid VM i Fukuoka var Hirota en del av Japans lag som tog brons i det akrobatiska lagprogrammet.